# Катастрофа Ми-8 близ Тутека
Катастрофа Ми-8 близ Тутека — авиационная катастрофа вертолёта Ми-8, произошедшая в пятницу 23 августа 1985 года на Алайском хребте в районе перевала Тутек, в результате которой погибли 7 человек.

## Катастрофа
Ми-8 с бортовым номером СССР-25640 (заводской — 3055, выпущен в 1972 году) Таджикского управления гражданской авиации (Аэрофлот) выполнял полёт над Алайским хребтом, а на его борту находились 3 члена экипажа и 4 пассажира. Погода в это время была хорошая, но у горного склона близ перевала Тутек на вертолёт начали падать мелкие камни со склона. Эти камни засасывало в двигатели, в результате чего произошёл отказ последних. Вертолёт рухнул на скалы, разрушился и загорелся. Все 7 человек на борту погибли.